# 3813-as mellékút (Magyarország)
A 3813-as számú mellékút egy rövid, alig több, mint 4 kilométeres hosszúságú, négy számjegyű mellékút Szabolcs-Szatmár-Bereg vármegye középső részén. A Nyíregyháza központi részeinek elkerülését szolgáló úthálózat egyik eleme, mely szinte a megyeszékhely egyik belső útjának tekinthető; a különálló Nyírszőlős városrészt köti össze a 38-as és a 338-as főutakkal.

## Nyomvonala
A 38-as főútból ágazik ki, annak majdnem pontosan a 35. kilométerénél lévő körforgalmú csomópontból, észak-északkeleti irányban, az ugyanott véget érő 338-as főút egyenes folytatásaként. Nyíregyháza északnyugati külterületei között indul, pár száz méterre nyugatra Felsőpázsit külterületi városrész központi utcáitól. Mintegy 600 méter megtétele után eléri e településrész nyugati szélét és annak közelében halad, néhány keresztutcán le is lehet térni róla Felsőpázsit lakott részei irányába.
Majdnem pontosan másfél kilométer után eléri Nyírtelek határszélét, egy darabig a határvonalat kíséri, majd teljesen nyírteleki területre lép, de lakott helyeket ott lényegében nem érint. 3,2 kilométer után visszatér a nagyváros határai közé, utolsó, nagyjából egy kilométeres szakaszát Mátyásbokor külterületi településrész mellett húzódva teljesíti. a 3822-es út egy körforgalmú csomópontjába betorkollva ér véget, ez utóbbi út 7+700-as kilométerszelvénye közelében; egyenes folytatása már csak önkormányzati útként folytatódik Nyírszőlős bő egy kilométerre keletre eső központja felé.
Teljes hossza, az országos közutak térképes nyilvántartását szolgáló kira.kozut.hu adatbázisa szerint 4,146 kilométer.

## Települések az út mentén
- (Nyíregyháza)
- (Nyírtelek)
- Nyírszőlős

## Története
A Kartográfiai Vállalat 1970-ben kiadott Magyarország autótérképe még nem tünteti fel.